# اولگا زوباری
اولگا زوباری (زاده ۳۰ اکتبر ۱۹۲۹ - درگذشته ۱۵ دسامبر ۲۰۱۲) هنرپیشه کلاسیک آرژانتینی بود که بین سال‌های ۱۹۴۳ تا ۱۹۹۷ در سینما ظاهر شد. او بیش از ۶۰ فیلم بازی داشت که ۶ دهه از سینمای آرژانتین را در بر می‌گرفت، اما بیشتر به خاطر آثارش,در دوران طلایی سینمای آرژانتین شناخته می‌شود. او در طول دوران حرفه‌ای خود، چهار جایزه نقره‌ای کندور، دو جایزه مارتین فیرو، یک جایزه بنیاد کونکس و چندین جایزه دیگر را برای فیلم‌ها و اجراهای تلویزیونی خود دریافت کرد. او با بازی در اولین فیلم در آرژانتین که برهنگی را نشان می‌داد، شناخته می‌شود، اگرچه فقط پشت او نشان داده شد و او بارها اعلام کرد که واقعاً برهنه نبوده‌است.
اولگا آدلا زوبیاریاین در ۳۰ اکتبر ۱۹۲۹ در محله بوئنوس آیرس پارک د لس پاتریسیوس به دنیا آمد. او به مدت ۳ سال در Liceo Nacional de Señoritas Nº1 José Figueroa Alcorta تحصیل کرد، اما با شروع حرفه بازیگری مدرسه را ترک کرد.

## جوایز
- ۱۹۴۶: جایزه کندور نقره ای انجمن منتقدان فیلم برای بهترین بازیگر زن جدید برای "El ángel desnudo"[۵][۶]
- ۱۹۵۳: جایزه کندور نقره ای انجمن منتقدان فیلم برای بهترین بازیگر زن برای "El vampiro negro"[۷][۵]
- ۱۹۵۵: جایزه کندور نقره ای انجمن منتقدان فیلم برای بهترین بازیگر زن برای «ماریانلا».[۲][۵][۶]
- ۱۹۶۱: جایزه اسپانیایی آمریکایی "Concha de Oro" (صدف طلایی) در جشنواره سن سباستین برای "Hijo de hombre"[۸][۵][۹]
- ۱۹۷۲: جایزه Martín Fierro APTRA به عنوان بهترین بازیگر زن برای «آلتا کمدیا»[۵][۹]
- ۱۹۸۳: جایزه سانتا کلارا د آسیس برای "El sillón de Rivadavia"[۲]
- ۱۹۸۸: جایزه مارتین فیرو پروتاگونیستا برای بهترین اجرای زن برای "De Fulanas y Menganas"[۲][۵][۹]
- ۱۹۹۱: دیپلم شایستگی Konex برای بهترین بازیگر زن نمایشی در رادیو و تلویزیون[۵][۹]
- ۱۹۹۴: جایزه پودستا برای یک عمر دستاورد.[۹]
- ۱۹۹۷: جایزه کندور نقره ای انجمن منتقدان فیلم برای بهترین بازیگر نقش مکمل زن برای فیلم "Plaza de almas"[۱۰]
- ۱۹۹۸: آس برای بهترین بازیگر زن برای "Plaza de almas"[۹]